# Konjugation (bakterier)
 For alternative betydninger, se Konjugation. (Se også artikler, som begynder med Konjugation)
Konjugation i bakteriologien dækker over det fænomen, at nogle bakterier, bl.a. Shigella og E. coli, er i stand til at koble sig sammen med henblik på at overføre DNA imellem sig.

## Mekanisme
Konjugation foregår ved, at en bakterie etablerer kontakt til en anden bakterie ved hjælp af en såkaldt pilus. Dette kræver, at donorbakterien er udstyret med et plasmid med gener, der koder for en sådan pilus. Spidsen af pilus fra donorcellen danner bro til modtagercellen og holder de to celler sammen, således at DNA-overførslen kan foregå. Det er sandsynligt, at overførslen sker direkte igennem pilus, men der er også mulighed for, at pilus blot sørger for at donor og modtager forbindes.
I langt størstedelen af tilfældene er det blot plasmidet, der medierer forbindelsen mellem donor- og modtagercellen, der overføres ved konjugationen. Man mener, at plasmidets ene DNA-streng klippes op på et bestemt sted, og den frie ende føres ind i modtagercellen. DNA'et replikeres under overførslen, hvorved hver celle får en kopi af plasmidet. Således bliver modtagerbakterien til en donorbakterie og kan senere overføre plasmidet til andre bakterier ved en ny konjugation. På denne måde kan et plasmid sprede sig hurtigt igennem en hel population af modtagerceller.